# السانو
السانو (به ایتالیایی: Alessano) یک سکونتگاه مسکونی در ایتالیا است که در استان لچه واقع شده‌است.

## خصوصیات
السانو ۲۸٫۴۸ کیلومترمربع مساحت و ۶٬۴۳۶ نفر جمعیت دارد و ۱۴۰ متر بالاتر از سطح دریا واقع شده‌است.